# Koninkrijk Groot-Brittannië
Het koninkrijk Groot-Brittannië, soms ook beschreven als het Verenigd Koninkrijk van Groot-Brittannië (Engels: United Kingdom of Great Britain), was een staat in West-Europa van 1707 tot 1801.

## Geschiedenis
Het koninkrijk werd gevormd door de vereniging van het koninkrijk Engeland (waaronder Wales) met het koninkrijk Schotland door de Acts of Union in 1707. De naam Groot-Brittannië was echter al een eeuw eerder in zwang geraakt, in 1603, toen koning Jacobus VI van Schotland tevens koning van Engeland werd en de twee koninkrijken onder één koning kwamen.
Met de Acts of Union in 1707 werden de nationale parlementen van Engeland en Schotland opgeheven en een nieuw Brits parlement gevormd. Het nieuwe Britse parlement en de Britse regering zetelden in Londen. Met de Act of Settlement in 1701, die na 1707 voor het hele koninkrijk Groot-Brittannië gold, was vastgelegd dat de kinderloze koningin Anna zou worden opgevolgd door Sophia van de Palts of haar nakomelingen. Alleen protestanten mochten de Britse troon bestijgen, Rooms-katholieken werden hiervan uitgesloten. Na Anna's dood in 1714 werd Sophia's zoon George I, keurvorst van Hannover, gekroond als eerste Britse koning van het Huis Hannover.
Tijdens de 18e eeuw was het koninkrijk Groot-Brittannië regelmatig verwikkeld in de oorlogen op het Europees continent, waaronder de Spaanse (1701-1714) en Oostenrijkse Successieoorlog (1740-1748), de Zevenjarige Oorlog (1756–1763) en de Eerste (1792-1797) en Tweede Coalitieoorlog (1799-1802) tegen revolutionair Frankrijk. In de Vierde Engels-Nederlandse Oorlog (1780-1784) versloeg het Britse koninkrijk de Republiek der Zeven Verenigde Nederlanden.
In de Franse en Indiaanse oorlog (1754-1763) veroverden de Britten de Franse koloniën in Noord-Amerika. Na de Amerikaanse Onafhankelijkheidsoorlog (1775-1783) verloor het Britse koninkrijk echter haar belangrijkste Amerikaanse koloniën, die onafhankelijk werden als de Verenigde Staten.
Het koninkrijk Groot-Brittannië bleef bestaan tot de Act of Union van 1800, die echter pas in 1801 intrad. Hierbij werd het Koninkrijk Ierland, dat al sinds 1541 in personele unie door de Engelse koning werd geregeerd, met het koninkrijk samengevoegd om zo het Verenigd Koninkrijk van Groot-Brittannië en Ierland te vormen.

## Vlag
De Britse vlag (de Union Flag) werd al sinds 1606 gebruikt op schepen op volle zee en bestond uit het rode Sint-Joriskruis van de vlag van Engeland boven op het Andreaskruis van de vlag van Schotland. De vlag van Wales werd niet opgenomen in de Union Flag, aangezien Wales al in 1282 door Engeland was geannexeerd. In Schotland werd ook een alternatieve Union Flag gebruikt waarbij het Andreaskruis boven op het Joriskruis lag.

## Monarchen
- Anna van Groot-Brittannië (1707–1714), daarvoor sinds 1702 koningin van Engeland en koningin van Schotland
- George I van Groot-Brittannië (1714–1727)
- George II van Groot-Brittannië (1727–1760)
- George III van Groot-Brittannië (1760–1801), daarna tot 1820 koning van het Verenigd Koninkrijk